# Мороз Михайло Якимович
Миха́йло Яки́мович Моро́з (20 травня 1905, с. Бубнівка Гайсинського району на Вінниччині — 13 липня 1937, Київ) — український радянський поет, прозаїк, драматург.

## Біографічні відомості
Михайло Якимович Мороз народився 20 травня 1905 р. в селі Бубнівка Гайсинського району на Вінниччині в хліборобській сім'ї.
Закінчив Гайсинський землемірний технікум, кілька років працював геодезистом. З 1928-го по 1931 рік був співробітником редакції газети «Колгоспне село».

## Репресії
Арештований 25 лютого 1937 року. Проходив в одній справі із Дмитром Чепурним, Гнатом Пронем, Борисом Коваленком, Володимиром Ярошенком.
Звинувачений за ст. 54—8 КК УРСР 1927—60рр. (терористичний акт); ст. 54—11 КК УРСР 1927—60рр. (підготування до контрреволюційних злочинів).
Розстріляний 13 липня 1937 року в Києві.

## Цитата з архіву СБУ
|  | 420. Мороз Михайло Якимович 23.05.1905 Україна Вінницька область Гайсинський р-н с. Бубнівка Українець Середня письменник безпартійний Одружений дружина - Мороз Віра Петрівна; син - Валентин, 10 р.; дочка - Галина, 5 р. 25.02.1937 ст. 54-8 КК УРСР 1927-60рр. (терористичний акт); ст. 54-11 КК УРСР 1927-60рр. (підготування до контрреволюційних злочинів) Військова колегія Верховний суд; СРСР 13.07.1937 ВМП (розстріл); конфіскація усього майна, яке належить засудженому на правах особистої власності розстріляний 13.07.1937 року в Києві Фонд № 6, АІДС № 8171, арх. № 45056. |

## Реабілітація
У його особовій справі, яка зберігається в Спілці письменників України, є копія ухвали Військової колегії Верховного Суду СРСР від 8 жовтня 1957 року про те, що судову справу щодо нього припинено за відсутністю складу злочину.
У згаданій справі є позитивні відгуки про творчість цього письменника, які належать Павлові Усенку і Юрію Гундичу. Останній, зокрема, засвідчує, що перед арештом Мороз закінчив роман «Диплом» про життя на Західній Україні за пілсудчини. Рукопис було відредаговано в Держлітвидаві України і повернуто авторові для перегляду. Але з арештом письменника весь його архів, в тому числі і рукопис роману, безслідно зникли.
Михайло Мороз реабілітований посмертно.

## Творчість
Літературну діяльність почав 1928 року.

## Твори
Поетичні збірки
- «Куємо перемогу» (1932),
- «Світанкова зустріч» (1936)
- «Вибрані поезії» (1961)

Книжки оповідань
- «Вертуни» (1930),
- «Розвідачі» (1931),

Книжки нарисів
- «Вугільний крос» (1932),
- «Румунський „Рай“» (1933)

Повісті
- «Гнані і голодні» (1932),
- «Повісті мого життя» (1933)

П'єса для дітей
- «Зміна — зміні» (1932) яка широко використовувалася шкільною художньою самодіяльністю.